# Markazi-víztározó
Markazi-víztározó är en reservoar i Ungern. Den ligger i provinsen Heves, i den centrala delen av landet, 80 km öster om huvudstaden Budapest. Arean är 1,5 kvadratkilometer. Den sträcker sig 1,9 kilometer i nord-sydlig riktning, och 1,6 kilometer i öst-västlig riktning.